# Lisa Piccirillo
Pour les articles homonymes, voir Piccirillo.
Lisa Piccirillo est une mathématicienne américaine qui travaille sur la géométrie et la topologie en basses dimensions. En 2020, Piccirillo a publié une preuve mathématique dans la revue Annals of Mathematics déterminant que le nœud de Conway n'est pas un nœud à bord régulier, répondant à un problème non résolu dans la théorie des nœuds proposé pour la première fois dans les années 1970 par le mathématicien anglais John Horton Conway.

## Biographie
Piccirillo obtient un B.S. en mathématiques du Boston College en 2013 et un doctorat en topologie en basses dimensions à l'université du Texas à Austin sous la direction de John Luecke en 2019, suivi d'une recherche postdoctorale à l'université Brandeis,,. Elisenda Grigsby, professeur du Boston College, cite la créativité de Lisa Piccirillo comme contribuant à son succès, ajoutant que celle-ci ne s’est pas démarquée comme une « élève surdouée prodige des mathématiques standard » pendant ses études de premier cycle.

## Travaux
Le nœud de Conway est un problème non résolu célèbre et de longue date dans la théorie des nœuds,. Le nœud est nommé d'après son découvreur, le mathématicien britannique John Horton Conway, qui écrit pour la première fois sur le nœud en 1970. 
Un nœud est à bord régulier s'il délimite un disque lisse correctement intégré dans B4. 
Le nœud de Conway est déterminé comme étant topologiquement bordant dans les années 1980, cependant la nature de sa régularité et si oui ou non il est à bord régulier a échappé aux mathématiciens pendant des décennies jusqu'à la découverte de Lisa Piccirillo.
Le problème du nœud de Conway est notable non seulement pour être resté irrésolu plus d'un demi-siècle, mais aussi car la nature de la question elle-même, concernant la régularité du nœud de Conway est « liée à certaines des questions les plus profondes de la topologie à quatre dimensions ». Selon Joshua Greene, mathématicien au Boston College, la question de savoir « si le nœud de Conway est à bord régulier avait été une sorte de pierre angulaire pour beaucoup de développements modernes dans le domaine de la théorie des nœuds ».
Lisa Piccirillo prend connaissance du problème du nœud de Conway en 2018 lors d'une conférence sur la topologie et la géométrie en basse dimension,. Elle passe moins d'une semaine à travailler sur le nœud pendant son temps libre avant de trouver une réponse. Le Washington Post rapporte que la démonstration a été « saluée comme un objet de beauté mathématique et son travail pourrait orienter vers de nouvelles façons de comprendre les nœuds. » Après la publication de la démonstration de Piccirillo dans Annals of Mathematics, lui est offert un poste au Massachusetts Institute of Technology qui devait commencer quatorze mois après la fin de son doctorat,.